# Adelphacaridae
Adelphacaridae é uma família de ácaros pertencentes à ordem Sarcoptiformes.
Géneros:
- Adelphacarus Grandjean, 1952
- Aphelacarus Grandjean, 1932
- Beklemisheria Zachvatkin, 1945
- Monoaphelacarus Subias & Arillo, 2002